# Nip/Tuck
Nip/Tuck és una sèrie de televisió estatunidenca de drama mèdic creada per Ryan Murphy, que es va emetre a FX Networks als Estats Units des del 22 de juliol de 2003 fins al 3 de març de 2010. La sèrie, que també incorpora elements de drama criminal, comèdia negra, drama familiar, sàtira i thriller psicològic, se centra en "McNamara/Troy", un centre de cirurgia plàstica d'avantguarda i controvertit, i segueix la vida personal i professional dels seus fundadors, el doctor Sean McNamara (interpretat per Dylan Walsh) i el doctor Christian Troy (interpretat per Julian McMahon). Cada episodi inclou representacions gràfiques i parcials de les cirurgies plàstiques d'un o més pacients, així com l'evolució de la vida personal dels metges. També es posa l'accent en l'anestesiòloga de McNamara/Troy, la doctora Liz Cruz (Roma Maffia), les nombroses parelles sexuals de Christian i la família de Sean. Amb l'excepció del pilot, cada episodi de la sèrie porta el nom d'un dels pacients programats per a una cirurgia plàstica. S'ha doblat al català per TV3.
A diferència de la majoria de drames mèdics, Nip/Tuck utilitzava narracions en sèrie i sovint tenien arcs històrics que abastaven diverses temporades; per exemple, les temporades dues i tres es van centrar en un violador en sèrie conegut com The Carver, que sovint mutilava la cara de les seves víctimes, la qual cosa va portar McNamara/Troy a oferir una cirurgia pro bono a les víctimes.
La sèrie es va estrenar el 22 de juliol de 2003 i va concloure el 3 de març de 2010 amb l'episodi número 100. Mentre que l'espectacle es va ambientar inicialment a Miami, al final de la quarta temporada es va traslladar a Los Angeles, i molts dels personatges també ho van fer. L'espectacle va obtenir 45 nominacions a diversos premis, guanyant un Globus d'Or a la millor sèrie de televisió dramàtica i un premi Emmy al millor maquillatge protèsic. Ryan Murphy, creador de la sèrie, va dir que els casos mèdics de l'espectacle es basaven "al 100 per cent en fets".

## Repartiment

### Personatges principals
- Sean McNamara (Dylan Walsh) - Un cirurgià que està passant per una crisi de mitjana edat i comença a repudiar les accions i decisions que ha pres a la seva vida. Dirigeix la pràctica de cirurgia plàstica McNamara/Troy amb el seu millor amic de la joventut, Christian Troy. Està casat amb la seva nòvia universitària Julia McNamara fa disset anys. D'aquest matrimoni té tres fills: Matt McNamara, Annie McNamara i Connor McNamara.
- Christian Troy (Julian McMahon) - Un faldiller cirurgià de mitjana edat. Porta un dels consultoris de cirurgia plàstica més importants i prestigiosos de Miami amb el seu millor amic i soci Sean McNamara. És un home que es mostra fred, egoista i superficial. Es va involucrar amb la model i actriu porno Kimber Henry.
- Julia McNamara (Joely Richardson) - L'esposa de Sean McNamara, és la seva esposa des de fa disset anys. És mare de Matt McNamara, d'Annie McNamara i Connor McNamara. Va deixar l'escola de medicina per dedicar-se a ser mare i esposa.
- Matt McNamara (John Hensley) - El fill de Sean i Julia McNamara. Té una marcada tendència a triar parelles conflictives i portar problemes a la família.
- Liz Cruz (Roma Maffia) - L'anestesiòloga principal de McNamara/Troy. És una dona que sovint ha de ser la veu de la raó per als doctors de la consulta. És quarantena, impetuosa, emfàtica i obertament lesbiana.
- Grace Santiago (Valerie Cruz) - La psicòloga de McNamara/Troy; va tenir una aventura amb el seu cap Christian Troy després de la qual va quedar amargada amb els doctors de la seva pràctica, renunciant finalment durant la primera temporada.
- Kimber Henry (Kelly Carlson) - Una model que s'involucra amb Christian Troy, obsessionant-se amb ell i la seva relació.
- Gina Russo (Jessalyn Gilsig) - Una conflictuada i amargada addicta al sexe als seus trenta-tants. A la primera temporada va tenir un fill el qual li va atribuir al seu amor amb Christian Troy però biològicament no era d'ell; mentre que a la segona temporada lluita per la custòdia del seu fill i descobreix que és positiva de VIH, a la cinquena temporada, és contractada com a recepcionista de Chrisian, mor accidentalment quan tenia sexe amb Christian.
- Quentin Costa (Bruno Campos) - El millor cirurgià plàstic de tota Atlanta, especialitzat en operacions facials, taimat, bisexual i conflictiu tant amb Sean com amb Christian. Va ser contractat a McNamara/Troy durant un curt temps per operar la ferida de Sean causada pel Tallador; més tard, ell també es converteix en una de les víctimes del psicòpata. Apareix al penúltim capítol de la segona temporada ia la tercera.

### Personatges recurrents
- The Carver - Un violador i assassí en sèrie emmascarat que droga les seves víctimes amb un paralitzant i les desfigura tallant les galtes des dels seus llavis, dibuixant un somriure de Glasgow, després de dir-los que "la bellesa és una maledicció al món. Ens impedeix veure qui són els veritables monstres". S'involucra amb Sean McNamara quan aquest repara dues de les "obres mestres" del Tallador, la model Naomi Gaines i un model masculí. El Tallador llavors ataca Sean, tallant la seva galta, i advertint-li que si torna a reparar una de les seves "obres mestres" ho matarà. Fes servir un modificador de veu, una màscara de Mardi Gras, robes i guants negres, i la seva identitat és un complet misteri. Apareix apropant-se el final de la tercera temporada. A l'últim capítol es resol que aquest personatge és Quentin i la seva germana Kith, la suposada detectiu Britànica, finalment després de fingir la mort de Quentin a mans de Kith escapen junts a Màlaga on aviat comencen a cometre crims.
- Escobar Gallardo (Robert LaSardo) - Violent, carismàtic i mafiós traficant de drogues sud-americà. S'involucra amb Sean McNamara quan el força a extreure implants amb drogues de models il·legals. Apareix principalment a la primera temporada, i en seqüències de records a la segona temporada, és la veu de la consciència de Sean en les 4 primeres temporades, apareixent sempre que Sean té dubtes morals d'alguna cosa. A la quarta temporada reapareix, és operat per Sean i Christian i és assassinat per la seva esposa Gala Gallardo a l'últim capítol de la temporada.
- Colleen Rose (Sharon Gless) - La nova mànager de Sean a Hollywood, amaga secrets macabres i acaba apunyalant Sean per l'esquena al capítol 14 de la cinquena temporada, perquè Sean va descobrir que era una farsa. El seu hobby és fer óssos de peluix disfressats, i amb la màquina per emplenar-los elimina un representant que competia per representar Sean.
- Ava Moore (Famke Janssen) - Una conflictuada consellera de vida que utilitza la raó torçada a favor seu per obtenir el que vol de les persones. Va ser consellera de Sean i Julia McNamara, mitjançant els quals va conèixer Matt McNamara i per un temps, va tenir una relació amb ell. És la madrastra d'Adrian Moore, i té una història molt propera amb el Dr. Barrett Moore. Apareix a la segona temporada. És una dona transsexual operada.
- Dr. Merril Bobolit (Joey Slotnick) - Un altre cirurgià plàstic, antic col·lega de Christian, encara que molt més mediocre acadèmicament. Es fa milionari mitjançant mesures amorals i poc respecte per l'ètica que Sean i Christian encara conserven. Això fa que, al final de la primera temporada, comenci a intervenir en operacions il·legals practicades a gossos, fet que provoca la pèrdua de la seva llicència i fortuna quan té una relliscada i mata accidentalment un dels seus "pacients". Havent-se volatilitzat tots els seus diners i popularitat, es fa addicte a l'anestesiant de quiròfan i s'associa amb Madam Rose per practicar operacions il·legals a la rebotiga d'un saló de bellesa amb un derivat del botox que ha descobert ell mateix. Apareix a la primera temporada i al capítol "Oona Wentworth" de la segona. A la quarta temporada mentre és a la presó es casa amb Escobar Gallardo.
- Ariel Alderman (Brittany Snow) - Una noia racista que assisteix al mateix institut que Matt. Ell manté una relació amb ella. (3a temporada)
- Suzanne Epstein (Nancy Cassaro) - Amiga de Julia absorta en si mateixa; la seva filla és la millor amiga d'Annie McNamara. (temporades 1-2)
- Cara Fitzgerald (Keri Lynn Pratt) - La noia a qui Matt McNamara i Henry Saphiro atropellen accidentalment. Molt religiosa. Assaltada sexualment per Henry més tard. (1a i 2a temporades)
- Sra. Grubman (Ruth Williamson) - Una clienta recurrent de McNamara/Troy addicta a la cirurgia plàstica. Llista i manipuladora. Mor a la quarta temporada. (1a i 2a temporades)
- Sophia López (Jonathan Del Arco) - Una dona transsexual que va desenvolupar amistat tant amb Liz (amb la qual va mantenir un breu romanç) i Julia. (1a temporada)
- Kit McGraw (Rhona Mitra) - Una detectiu britànica crida a Miami per investigar el cas del Tallador. (3a temporada)
- Annie McNamara (Kelsey Batelaan) - La filla de Sean i Julia. (temporades 1-6)
- Adrian Moore (Seth Gabel) - Fill adoptiu d'Ava Moore, manté una relació incestuosa amb ella; se suïcida al final de la segona temporada. (2a temporada)
- Dr. Erica Noughton (Vanessa Redgrave) - La controladora mare de Julia i una doctora practicant de la psicologia clínica. (2a, 3a i 5a temporades).
- Infermera Linda (Linda Klein) - Infermera a McNamara/Troy. (temporades 1-6)
- Megan O'Hara (Julie Warner) - Pacient que va acudir a McNamara/Troy per reconstruir-se el pit. Va ser amant de Sean durant un curt temps. Va morir a la primera temporada. (1a i 2a temporades)
- Dr. Barrett Moore (Alec Baldwin) - Va ser el marit d'Ava Moore i el seu cirurgià plàstic, reconstrueix a Ava excepte per una operació. (Darrer capítol 2a temporada)

## Temporades
| Temporada | Temporada | Episodis | Episodis | Dates d’emissió        | Dates d’emissió        |
| Temporada | Temporada | Episodis | Episodis | Primera emissió        | Última emissió         |
| --------- | --------- | -------- | -------- | ---------------------- | ---------------------- |
|           | 1         | 13       | 13       | 22 de juliol de 2003   | 21 d'octubre de 2003   |
|           | 2         | 16       | 16       | 22 de juny de 2004     | 5 d'octubre de 2004    |
|           | 3         | 15       | 15       | 20 de setembre de 2005 | 20 de desembre de 2005 |
|           | 4         | 15       | 15       | 5 de setembre de 2006  | 12 de desembre de 2006 |
|           | 5         | 22       | 14       | 10 d'octubre de 2007   | 19 de febrer de 2008   |
|           | 5         | 22       | 8        | 6 de gener de 2009     | 3 de març de 2009      |
|           | 6         | 19       | 19       | 14 d'octubre de 2009   | 3 de març de 2010      |

### 1a temporada
| Núm. total | Núm. de la temporada | Títol                   | Direcció          | Guió                         | Intèrpret del/de la pacient | Data d'emissió original |
| ---------- | -------------------- | ----------------------- | ----------------- | ---------------------------- | --------------------------- | ----------------------- |
| 1          | 1                    | «Pilot»                 | Ryan Murphy       | Ryan Murphy                  | Geoffrey Rivas              | 22 de juliol de 2003    |
| 2          | 2                    | «Mandi/Randi»           | Ryan Murphy       | Ryan Murphy                  | Caitlin i Melinda Dahl      | 29 de juliol de 2003    |
| 3          | 3                    | «Nanette Babcock»       | Lawrence Trilling | Ryan Murphy                  | Lindsay Hollister           | 5 d'agost de 2003       |
| 4          | 4                    | «Sofia Lopez»           | Michael M. Robin  | Sean Jablonski               | Jonathan Del Arco           | 12 d'agost de 2003      |
| 5          | 5                    | «Kurt Dempsey»          | Elodie Keene      | Lyn Greene i Richard Levine  | Vincent Angell              | 19 d'agost de 2003      |
| 6          | 6                    | «Megan O'Hara»          | Craig Zisk        | Jennifer Salt                | Julie Warner                | 2 de setembre de 2003   |
| 7          | 7                    | «Cliff Mantegna»        | Scott Brazil      | Brad Falchuk                 | Alex Carter                 | 9 de setembre de 2003   |
| 8          | 8                    | «Cara Fitzgerald»       | Jamie Babbit      | Ryan Murphy                  | Keri Lynn Pratt             | 16 de setembre de 2003  |
| 9          | 9                    | «Sofia Lopez II»        | Nelson McCormick  | Sean Jablonski               | Jonathan Del Arco           | 23 de setembre de 2003  |
| 10         | 10                   | «Adelle Coffin»         | Michael M. Robin  | Dell Chandler i Ryan Murphy  | Nan Martin                  | 30 de setembre de 2003  |
| 11         | 11                   | «Montana/Sassy/Justice» | Michael M. Robin  | Lyn Greene i Richard Levine  | Cheryl White                | 7 d'octubre de 2003     |
| 12         | 12                   | «Antonia Ramos»         | Elodie Keene      | Jennifer Salt i Brad Falchuk | Marisol Nichols             | 14 d'octubre de 2003    |
| 13         | 13                   | «Escobar Gallardo»      | Ryan Murphy       | Ryan Murphy                  | Robert LaSardo              | 21 d'octubre de 2003    |

### 2a temporada
| Núm. total | Núm. de la temporada | Títol                      | Direcció         | Guió                           | Intèrpret del/de la pacient | Data d'emissió original |
| ---------- | -------------------- | -------------------------- | ---------------- | ------------------------------ | --------------------------- | ----------------------- |
| 14         | 1                    | «Erica Noughton»           | Ryan Murphy      | Ryan Murphy                    | Vanessa Redgrave            | 22 de juny de 2004      |
| 15         | 2                    | «Christian Troy»           | Jamie Babbit     | Sean Jablonski                 | Julian McMahon              | 29 de juny de 2004      |
| 16         | 3                    | «Manya Mabika»             | Elodie Keene     | Lyn Greene i Richard Levine    | Aisha Tyler                 | 6 de juliol de 2004     |
| 17         | 4                    | «Mrs. Grubman»             | Jamie Babbit     | Jennifer Salt                  | Ruth Williamson             | 13 de juliol de 2004    |
| 18         | 5                    | «Joel Gideon»              | Nelson McCormick | Brad Falchuk                   | Doug Savant                 | 20 de juliol de 2004    |
| 19         | 6                    | «Bobbi Broderick»          | Michael M. Robin | Lyn Greene i Richard Levine    | Jill Clayburgh              | 27 de juliol de 2004    |
| 20         | 7                    | «Naomi Gaines»             | Craig Zisk       | Sean Jablonski                 | Leslie Bibb                 | 3 d'agost de 2004       |
| 21         | 8                    | «Agatha Ripp»              | Michael M. Robin | Ryan Murphy                    | Sarah Paulson               | 10 d'agost de 2004      |
| 22         | 9                    | «Rose and Raven Rosenberg» | Elodie Keene     | Ryan Murphy i Brad Falchuk     | Lori i Reba Schappell       | 17 d'agost de 2004      |
| 23         | 10                   | «Kimber Henry»             | Nelson McCormick | Jennifer Salt                  | Kelly Carlson               | 24 d'agost de 2004      |
| 24         | 11                   | «Natasha Charles»          | Greer Shephard   | Lyn Greene i Richard Levine    | Rebecca Gayheart            | 31 d'agost de 2004      |
| 25         | 12                   | «Julia McNamara»           | Michael M. Robin | Ryan Murphy i Hank Chilton     | Joely Richardson            | 7 de setembre de 2004   |
| 26         | 13                   | «Oona Wentworth»           | Scott Brazil     | Sean Jablonski i Jennifer Salt | Brooks Almy                 | 14 de setembre de 2004  |
| 27         | 14                   | «Trudy Nye»                | Elodie Keene     | Hank Chilton                   | Lisa Waltz                  | 21 de setembre de 2004  |
| 28         | 15                   | «Sean McNamara»            | Michael M. Robin | Brad Falchuk                   | Dylan Walsh                 | 28 de setembre de 2004  |
| 29         | 16                   | «Joan Rivers»              | Ryan Murphy      | Ryan Murphy                    | Joan Rivers                 | 5 d'octubre de 2004     |

### 3a temporada
| Núm. total | Núm. de la temporada | Títol                   | Direcció         | Guió                           | Intèrpret del/de la pacient                 | Data d'emissió original |
| ---------- | -------------------- | ----------------------- | ---------------- | ------------------------------ | ------------------------------------------- | ----------------------- |
| 30         | 1                    | «Momma Boone»           | Elodie Keene     | Ryan Murphy                    | Kathy Lamkin                                | 20 de setembre de 2005  |
| 31         | 2                    | «Kiki»                  | Elodie Keene     | Lyn Greene i Richard Levine    | Kiki (goril·la)                             | 27 de setembre de 2005  |
| 32         | 3                    | «Derek, Alex, and Gary» | Craig Zisk       | Brad Falchuk                   | Adam Henderson, Aaron Moody i Graham Miller | 4 d'octubre de 2005     |
| 33         | 4                    | «Rhea Reynolds»         | Greer Shephard   | Jennifer Salt                  | Tara Buck                                   | 11 d'octubre de 2005    |
| 34         | 5                    | «Granville Trapp»       | Jeremy Podeswa   | Sean Jablonski                 | Erik Passoja                                | 18 d'octubre de 2005    |
| 35         | 6                    | «Frankenlaura»          | Michael M. Robin | Hank Chilton                   | Valentin Siroon                             | 25 d'octubre de 2005    |
| 36         | 7                    | «Ben White»             | Jeremy Podeswa   | Lyn Greene i Richard Levine    | John Billingsley                            | 1 de novembre de 2005   |
| 37         | 8                    | «Tommy Bolton»          | Guy Ferland      | Brad Falchuk                   | Blair Williamson                            | 8 de novembre de 2005   |
| 38         | 9                    | «Hannah Tedesco»        | Michael M. Robin | Sean Jablonski                 | Uncredited                                  | 15 de novembre de 2005  |
| 39         | 10                   | «Madison Berg»          | Greg Yaitanes    | Jennifer Salt                  | Hallee Hirsh                                | 22 de novembre de 2005  |
| 40         | 11                   | «Abby Mays»             | Michael M. Robin | Hank Chilton                   | Rebecca Metz                                | 29 de novembre de 2005  |
| 41         | 12                   | «Sal Perri»             | David Nutter     | Lyn Greene i Richard Levine    | Louis Mustillo                              | 6 de desembre de 2005   |
| 42         | 13                   | «Joy Kringle»           | Greer Shephard   | Sean Jablonski i Jennifer Salt | Elizabeth Ruscio                            | 13 de desembre de 2005  |
| 43         | 14                   | «Cherry Peck»           | Craig Zisk       | Brad Falchuk i Hank Chilton    | Willam Belli                                | 20 de desembre de 2005  |
| 44         | 15                   | «Quentin Costa»         | Ryan Murphy      | Ryan Murphy                    | Bruno Campos                                | 20 de desembre de 2005  |

### 4a temporada
| Núm. total | Núm. de la temporada | Títol                  | Direcció         | Guió                          | Intèrpret del/de la pacient | Data d'emissió original |
| ---------- | -------------------- | ---------------------- | ---------------- | ----------------------------- | --------------------------- | ----------------------- |
| 45         | 1                    | «Cindy Plumb»          | Ryan Murphy      | Ryan Murphy                   | Kathleen Turner             | 5 de setembre de 2006   |
| 46         | 2                    | «Blu Mondae»           | Michael M. Robin | Lyn Greene i Richard Levine   | Angela Little               | 12 de setembre de 2006  |
| 47         | 3                    | «Monica Wilder»        | Elodie Keene     | Brad Falchuk                  | Jennifer Hall               | 19 de setembre de 2006  |
| 48         | 4                    | «Shari Noble»          | Nelson McCormick | Jennifer Salt                 | Melissa Gilbert             | 26 de setembre de 2006  |
| 49         | 5                    | «Dawn Budge»           | Elodie Keene     | Hank Chilton                  | Rosie O'Donnell             | 3 d'octubre de 2006     |
| 50         | 6                    | «Faith Wolper, Ph.D»   | Sean Jablonski   | Sean Jablonski                | Brooke Shields              | 10 d'octubre de 2006    |
| 51         | 7                    | «Burt Landau»          | Charles Haid     | Brad Falchuk                  | Larry Hagman                | 17 d'octubre de 2006    |
| 52         | 8                    | «Conor McNamara»       | Patrick McKee    | Jennifer Salt i Hank Chilton  | Spencer Roberts             | 24 d'octubre de 2006    |
| 53         | 9                    | «Liz Cruz»             | Richard Levine   | Lyn Greene i Richard Levine   | Roma Maffia                 | 31 d'octubre de 2006    |
| 54         | 10                   | «Merrill Bobolit»      | Charles Haid     | Sean Jablonski i Brad Falchuk | Joey Slotnick               | 7 de novembre de 2006   |
| 55         | 11                   | «Conor McNamara, 2026» | Craig Zisk       | Ryan Murphy                   | Stark Sands                 | 14 de novembre de 2006  |
| 56         | 12                   | «Diana Lubey»          | Charles Haid     | Sean Jablonski                | Catherine Deneuve           | 21 de novembre de 2006  |
| 57         | 13                   | «Reefer»               | Lyn Greene       | Lyn Greene i Richard Levine   | Charles Haid                | 28 de novembre de 2006  |
| 58         | 14                   | «Willy Ward»           | Michael M. Robin | Jennifer Salt                 | Ronn Lucas                  | 5 de desembre de 2006   |
| 59         | 15                   | «Gala Gallardo»        | Ryan Murphy      | Ryan Murphy i Hank Chilton    | Idalis DeLeon               | 12 de desembre de 2006  |

### 5a temporada
| Part 1 |    |                                      |                    |                             |                                  |                        |
| 60     | 1  | «Carly Summers»                      | Charles Haid       | Ryan Murphy                 | Daphne Zuniga                    | 30 d'octubre de 2007   |
| 61     | 2  | «Joyce i Sharon Monroe»              | Charles Haid       | Ryan Murphy                 | Susan Griffiths i Merilee Brasch | 6 de novembre de 2007  |
| 62     | 3  | «Everett Poe»                        | Richard Levine     | Lyn Greene i Richard Levine | Michael Des Barres               | 13 de novembre de 2007 |
| 63     | 4  | «Dawn Budge II»                      | Charles Haid       | Jennifer Salt               | Rosie O'Donnell                  | 20 de novembre de 2007 |
| 64     | 5  | «Chaz Darling»                       | Sean Jablonski     | Sean Jablonski              | Jai Rodriguez                    | 27 de novembre de 2007 |
| 65     | 6  | «Damien Sands»                       | Charles Haid       | Hank Chilton                | Ian Buchanan                     | 4 de desembre de 2007  |
| 66     | 7  | «Dr. Joshua Lee»                     | Brad Falchuk       | Brad Falchuk                | George Coe                       | 11 de desembre de 2007 |
| 67     | 8  | «Duke Collins»                       | Elodie Keene       | Lyn Greene i Richard Levine | Joel McKinnon Miller             | 18 de desembre de 2007 |
| 68     | 9  | «Rachel Ben Natan»                   | Charles Haid       | Jennifer Salt               | Maggie Siff                      | 15 de gener de 2008    |
| 69     | 10 | «Magda & Jeff»                       | Craig Zisk         | Hank Chilton                | Selma Stern i Robert Gant        | 22 de gener de 2008    |
| 70     | 11 | «Kyle Ainge»                         | Dirk Wallace Craft | Brad Falchuk i Hank Chilton | Jeff Hephner                     | 29 de gener de 2008    |
| 71     | 12 | «Lulu Grandiron»                     | Brad Falchuk       | Brad Falchuk                | Donna Mills                      | 5 de febrer de 2008    |
| 72     | 13 | «August Walden»                      | Sean Jablonski     | Sean Jablonski              | Stephen J. Oliver                | 12 de febrer de 2008   |
| 73     | 14 | «Candy Richards»                     | Richard Levine     | Jennifer Salt               | Jennifer Coolidge                | 19 de febrer de 2008   |
| Part 2 |    |                                      |                    |                             |                                  |                        |
| 74     | 15 | «Ronnie Chase»                       | Brad Falchuk       | Ryan Murphy                 | Michael Scheckenowitz            | 6 de gener de 2009     |
| 75     | 16 | «Gene Shelly»                        | Richard Levine     | Lyn Greene i Richard Levine | John Fleck                       | 13 de gener de 2009    |
| 76     | 17 | «Roxy St. James»                     | Lyn Greene         | Jennifer Salt               | Dina Meyer                       | 27 de gener de 2009    |
| 77     | 18 | «Ricky Wells»                        | John Stuart Scott  | Brad Falchuk                | Brando Eaton                     | 3 de febrer de 2009    |
| 78     | 19 | «Manny Skerritt»                     | Dirk Wallace Craft | Ryan Murphy                 | Misha Collins                    | 10 de febrer de 2009   |
| 79     | 20 | «Budi Sabri»                         | Hank Chilton       | Ryan Murphy i Hank Chilton  | Chi Muoi Lo                      | 17 de febrer de 2009   |
| 80     | 21 | «Allegra Calderella»                 | Sean Jablonski     | Sean Jablonski              | Elaine Hausman                   | 24 de febrer de 2009   |
| 81     | 22 | «Giselle Blaylock i Legend Chandler» | Lyn Greene         | Lyn Greene i Richard Levine | Wendy Glenn i Graham Shiels      | 3 de març de 2009      |

### 6a temporada
| Núm. total | Núm. de la temporada | Títol                    | Direcció          | Guió                        | Intèrpret del/de la pacient | Data d'emissió original |
| ---------- | -------------------- | ------------------------ | ----------------- | --------------------------- | --------------------------- | ----------------------- |
| 82         | 1                    | «Don Hoberman»           | Brad Falchuk      | Ryan Murphy                 | Mark Atteberry              | 14 d'octubre de 2009    |
| 83         | 2                    | «Enigma»                 | John Stuart Scott | Lyn Greene i Richard Levine | Parker Croft                | 21 d'octubre de 2009    |
| 84         | 3                    | «Briggitte Reinholt»     | Dirk Craft        | Sean Jablonski              | Lee Garlington              | 28 d'octubre de 2009    |
| 85         | 4                    | «Jenny Juggs»            | Jesse Bochco      | Jennifer Salt               | Kiersten Warren             | 4 de novembre de 2009   |
| 86         | 5                    | «Abigail Sullivan»       | John Stuart Scott | Brad Falchuk                | Amy Farrington              | 11 de novembre de 2009  |
| 87         | 6                    | «Alexis Stone»           | Tim Hunter        | Hank Chilton                | Candis Cayne                | 18 de novembre de 2009  |
| 88         | 7                    | «Alexis Stone II»        | John Stuart Scott | Ryan Murphy                 | Candis Cayne                | 25 de novembre de 2009  |
| 89         | 8                    | «Lola Wlodkowski»        | Eric Stoltz       | Lyn Greene i Richard Levine | Danica Sheridan             | 2 de desembre de 2009   |
| 90         | 9                    | «Benny Nilsson»          | John Stuart Scott | Sean Jablonski              | Luke McClure                | 9 de desembre de 2009   |
| 91         | 10                   | «Wesley Clovis»          | Tate Donovan      | Jennifer Salt               | Eric Stonestreet            | 16 de desembre de 2009  |
| 92         | 11                   | «Dan Daly»               | Elodie Keene      | Ryan Murphy                 | Wayne Pére                  | 6 de gener de 2010      |
| 93         | 12                   | «Willow Banks»           | Tim Hunter        | Brad Falchuk                | Mini Anden                  | 13 de gener de 2010     |
| 94         | 13                   | «Joel Seabrook»          | Tate Donovan      | Hank Chilton                | Tim Guinee                  | 20 de gener de 2010     |
| 95         | 14                   | «Sheila Carlton»         | Craig Zisk        | Lyn Greene i Richard Levine | Christine Estabrook         | 27 de gener de 2010     |
| 96         | 15                   | «Virginia Hayes»         | Hank Chilton      | Hank Chilton                | Kate Norby                  | 3 de febrer de 2010     |
| 97         | 16                   | «Dr. Griffin»            | Tim Hunter        | Jennifer Salt               | Daniel Benzali              | 10 de febrer de 2010    |
| 98         | 17                   | «Christian Troy II»      | Diana Valentine   | Sean Jablonski              | Julian McMahon              | 17 de febrer de 2010    |
| 99         | 18                   | «Walter & Edith Krieger» | Dirk Craft        | Brad Falchuk                | Harold Gould i Hildy Brooks | 24 de febrer de 2010    |
| 100        | 19                   | «Hiro Yoshimura»         | John Stuart Scott | Ryan Murphy                 | Koji Kataoka                | 3 de març de 2010       |